# Costa Smeralda Rally
De Costa Smeralda Rally is een rallyevenement gehouden in Costa Smeralda, een kustgebied op het eiland Sardinië, in Italië. De rally werd in 1978 voor het eerst georganiseerd, en was tot aan 1994 een ronde van het Europees kampioenschap Rally. Na een onderbreking van vier jaar, is de rally sinds 1998 een ronde van het Italiaans rallykampioenschap.

## Lijst van winnaars
| Editie | Jaar | Rijder           | Navigator           | Auto                           |
| ------ | ---- | ---------------- | ------------------- | ------------------------------ |
| 29     | 2010 | Kris Meeke       | Paul Nagle          | Peugeot 207 S2000              |
| 28     | 2009 | Paolo Andreucci  | Anna Andreussi      | Peugeot 207 S2000              |
| 27     | 2008 | Paolo Andreucci  | Anna Andreussi      | Mitsubishi Lancer Evo 9        |
| 26     | 2007 | Piero Longhi     | Maurizio Imerito    | Subaru Impreza WRX STI         |
| 25     | 2006 | Paolo Andreucci  | Anna Andreussi      | Fiat Grande Punto Abarth S2000 |
| 24     | 2005 | Andrea Navarra   | Simona Girelli      | Mitsubishi Lancer Evo 9        |
| 23     | 2004 | Andrea Navarra   | Simona Fedeli       | Subaru Impreza WRX STI         |
| 22     | 2003 | Harri Rovanperä  | Risto Pietiläinen   | Peugeot 206 WRC                |
| 21     | 2002 | Luca Cantamessa  | Piercarlo Capolongo | Subaru Impreza WRC             |
| 20     | 2001 | Paolo Andreucci  | Alessandro Giusti   | Ford Focus RS WRC              |
| 19     | 2000 | Michele Gregis   | Massimo Concaro     | Subaru Impreza WRC             |
| 18     | 1999 | Daniele Griotti  | Nicoló Imperio      | Subaru Impreza WRX             |
| 17     | 1998 | Giuseppe Grossi  | Max Chiapponi       | Toyota Celica GT-Four          |
| 16     | 1994 | Piero Liatti     | Luigi Pirollo       | Subaru Impreza 555             |
| 15     | 1992 | Didier Auriol    | Bernard Occelli     | Lancia Delta HF Integrale      |
| 14     | 1991 | Juha Kankkunen   | Juha Piironen       | Lancia Delta Integrale 16V     |
| 13     | 1990 | Dario Cerrato    | Giuseppe Cerri      | Lancia Delta Integrale 16V     |
| 12     | 1989 | Dario Cerrato    | Giuseppe Cerri      | Lancia Delta Integrale         |
| 11     | 1988 | Markku Alén      | Ilkka Kivimäki      | Lancia Delta Integrale         |
| 10     | 1987 | Juha Kankkunen   | Juha Piironen       | Lancia Delta HF 4WD            |
| 9      | 1986 | Henri Toivonen   | Sergio Cresto       | Lancia Delta S4                |
| 8      | 1985 | Dario Cerrato    | Giuseppe Cerri      | Lancia Rally 037               |
| 7      | 1984 | Henri Toivonen   | Juha Piironen       | Porsche 911 SC RS              |
| 6      | 1983 | Miki Biasion     | Tiziano Siviero     | Lancia Rally 037               |
| 5      | 1982 | Michele Cinotto  | Emilio Radaelli     | Audi Quattro                   |
| 4      | 1981 | Markku Alén      | Ilkka Kivimäki      | Fiat 131 Abarth                |
| 3      | 1980 | Bernard Darniche | Alain Mahé          | Lancia Stratos HF              |
| 2      | 1979 | Attilio Bettega  | Maurizio Perissinot | Fiat 131 Abarth                |
| 1      | 1978 | Maurizio Verini  | -                   | Fiat 131 Abarth                |